# かむかむバニラ!
『かむかむバニラ!』は、原作：田沢大典、作画：ハルミチヒロによる日本の漫画。ウェブコミック配信サイト『FlexComixネクスト』2010年11月30日更新分から連載を開始し、『COMIC メテオ』へ移籍をして2013年11月13日更新分まで連載した。単行本が1巻のみ同じフレックスコミックスレーベルでもソフトバンククリエイティブ版とほるぷ出版版がある。

## 登場人物
※声は読み切り（+Voice）時のもの
バニラ
声 - 大久保英恵

梶 陸夫（かじ りくお）
声 - 日野聡

伊武 桐子（いぶ きりこ）
声 - 清水彩香

## 単行本
ソフトバンククリエイティブ
1. 2011年11月9日初版発行 ISBN 978-4-7973-6780-5

ほるぷ出版
1. 2012年2月初版発行 ISBN 978-4-5938-5523-0
2. 2012年11月8日初版発行 ISBN 978-4-5938-5709-8
3. 2013年12月10日初版発行 ISBN 978-4-5938-5763-0